# فرانك لوبيز غارسيا
فرانك لوبيز غارسيا هو لاعب كرة قدم كوبي، ولد في 25 فبراير 1995 في سينفويغوس في كوبا. لعب مع لوس انجلوس غالاكسي 2.

## وصلات خارجية
- فرانك لوبيز غارسيا على موقع قاعدة بيانات كرة القدم.إي يو (الإنجليزية)
- فرانك لوبيز غارسيا على موقع Soccerway.com (الإنجليزية)
- فرانك لوبيز غارسيا على موقع عالم كرة القدم.نت (الإنجليزية)